# عبد الرحمن شعلان

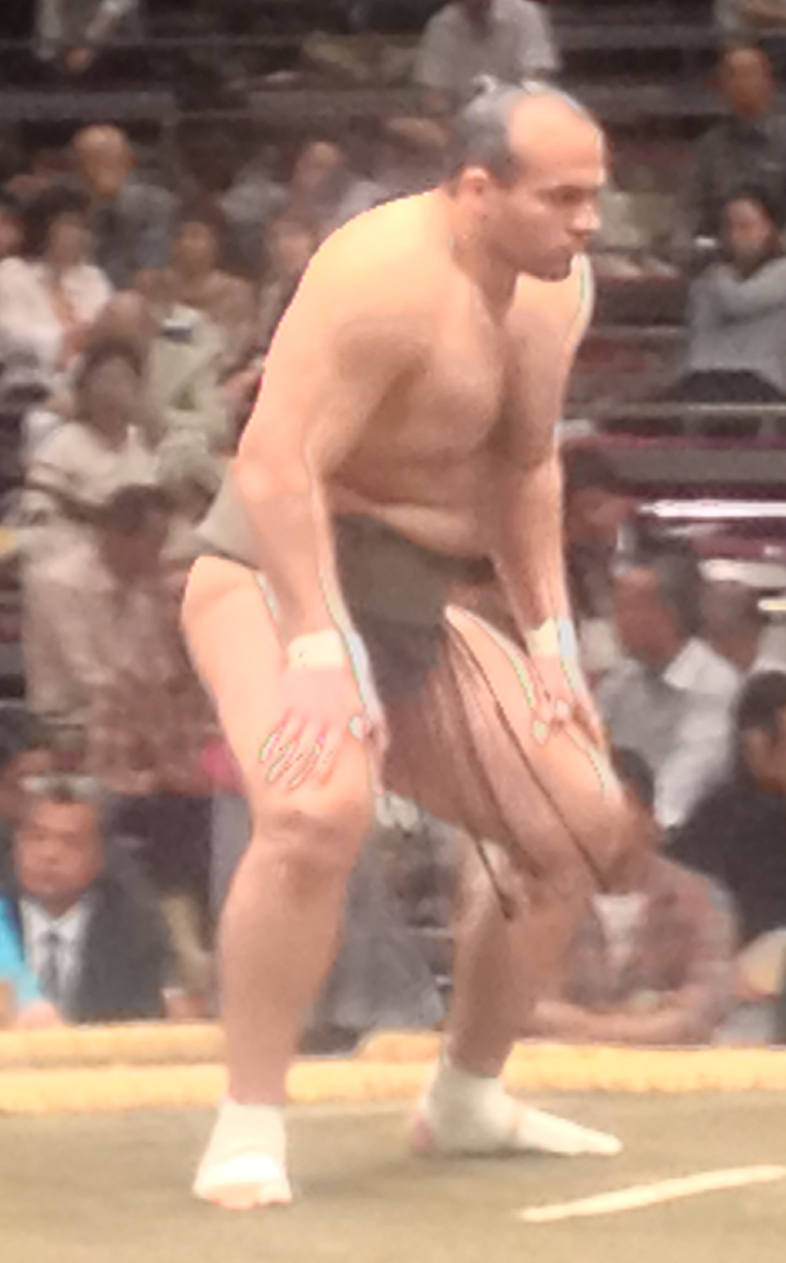
صورة لأووسونا-أراشي (عبد الرحمن شعلان) قبيل أحد النزالات.

محمد عبد الرحمن شعلان من مواليد 10 شباط 1992 في الدقهلية، مصر، هو مصارع سومو محترف يعرف باسم أووسونا-أراشي كينتارو (大砂嵐金太郎). يعتبر عبد الرحمن أول مصارع سومو أفريقي الأصل، وأول مصارع مسلم يصل إلى دوري الاحتراف.
بدأ عبد الرحمن ممارسة السومو بعمر 16 عامًا في القاهرة، وحصل على لقب البطولة عام 2008، والمركز الثالث في بطولة العالم للشباب عام 2011، ثم انتقل بعدها للإقامة في اليابان.
ويعتبر شعلان واحدًا من الأجانب القلائل الذين يلعبون السومو، ومن أوائل المتنافسين المسلمين، وهو لا يتناول أضلع الخنزير المقلي التي يعشقها ملايين اليابانيين ولا يشرب الجعة ونبيذ الساكي، علمًا بأن لاعبي السومو يعتمدون على هذه الحمية بالذات كي يحافظوا على حجمهم الضخم.

## مرتبة جوريو
تمكن مصارع السومو أوسونا آراشي (عاصفة الصحراء) من الفوز بجميع مباريات بطولة الموسم الصيفي التي أقيمت في أيار 2013 وهو أول مصارع سومو عربي، أفريقي يحقق هذه النتائج المذهلة ويصل إلى مرتبة الجوريو (ثاني أعلى مراتب السومو) ليلعب في شهر يوليو بطولة ناغويا في فئة (السيكي توري) أي فئة المراتب العليا. ليصبح بذلك من أسرع ثلاث مصارعين أجانب في تاريخ السومو بعد كونيشيكي وبالت يتمكن من الوصول إلى فئة (سيكي توري) بعد ثمان بطولات فقط.
لقد تزايد عدد المعجبين به وبجديته وبروحه العالية. فبعد ترقيته رسميًا إلى مرتبة ”جوريو“ ازداد عدد المتابعين له لأكثر من 9000 معجب ومشجع على صفحته الرسمية على موقع التواصل الاجتماعي فيس بوك. ووصل خبر الإنجاز الذي حققه البطل لوطنه مصر فقابله رئيس وزراء المصري هشام قنديل لدى زيارته اليابان لحضور مؤتمر طوكيو الخامس للتنمية الأفريقية المقام في مدينة يوكوهاما (تيكاد-5)، الذي أعرب عن سعادته الشديدة بترقيته إلى مرتبة جوريو.

## روابط خارجية
- عبد الرحمن شعلان على موقع الاتحاد الياباني للسومو (الإنجليزية)